# Mobile Zeiterfassung
Unter Mobiler Zeiterfassung versteht man die Arbeitszeiterfassung (Personalzeiterfassung) außerhalb des eigenen Unternehmens. Die Mobile Zeiterfassung ist beispielsweise relevant für Außendienstmitarbeiter, die nach Arbeitszeit vergütet werden, beispielsweise Handwerker. Traditionell werden diese Arbeitszeiten handschriftlich erfasst (z. B. auf sog. Stundenzetteln). Wegen des großen Aufwands für die Auswertung der handschriftlichen Aufzeichnungen und die späte Verfügbarkeit der Daten sind sie in der Regel unwirtschaftlich. Deshalb kommen zunehmend Lösungen zum Einsatz, die eine elektronische Erfassung der Arbeitszeiten ermöglichen.
Zunehmend wird die mobile Zeiterfassung nicht nur zur Erfassung von Arbeitsbeginn und Arbeitsende verwendet, sondern verknüpft mit den Tätigkeitsfeldern an Projekten und teilweise auch mit Erfassung von Materialien. Dies betrifft vor allem Projekte, die nach Stunden abgerechnet werden und für die Leistungsnachweise zu erbringen sind.
Über die mobile Zeiterfassung lassen sich einzelne Tätigkeiten erfassen, Fahrtenbücher erstellen und Aufgaben an die Mitarbeiter verteilen. Auch die Erstellung von Reisekostenabrechnungen auf Basis der mobil erfassten Daten und die automatisierte Übergabe an Lohnabrechnungsprogramme wird heute angeboten sowie die Kombination mit weiteren Arten der Datenerfassung – beispielsweise die digitale Führung von Materiallisten zur permanenten Inventur oder das Erfassen von weiteren Betriebsdaten. Eine Mobile Zeiterfassung ist oftmals in Zeitwirtschafts-, Projektmanagement- oder ERP-Lösungen enthalten.

## Zweck mobiler Zeiterfassung
Die Erfassung von Arbeits- und Reisezeiten außerhalb des eigenen Unternehmens dient mehreren Zwecken:
- korrekte und vollständige Erfassung und Vergütung aller Arbeitszeiten,
- Dokumentation der Mehrarbeit gemäß § 16 (2) des Arbeitszeitgesetzes
- Aufzeichnung der Arbeitszeit nach § 17  Mindestlohngesetz,
- Nachweis der Arbeitszeiten (§ 3) sowie Ruhepausen (§ 4), Ruhezeiten (§ 5) gemäß Arbeitszeitgesetz und gemäß Urteil des Europäischen Gerichtshofs vom 14. Mai 2019 (Az.: C-55-18)[1],
- Nachweis der Nacht- und Schichtarbeit (§ 6) und Zeiten gefährlicher Arbeiten (§ 8) gemäß Arbeitszeitgesetz,
- Aufzeichnung von Fahrzeiten, Reisen und Auswärtstätigkeiten zur entgeltlichen Bewertung nach tariflichen oder betrieblichen Vereinbarungen, z. B. Auslösung, Fahrgeld, Kilometergeld, Trennungsgeld,
- Aufzeichnung der Dauer der Abwesenheit von der Wohnung und der regelmäßigen Arbeitsstätte zur Ermittlung abzugsfähiger Verpflegungsmehraufwendungen.

## Vorteile gegenüber handschriftlichen Aufzeichnungen ("Stundenzettel")
- Die Arbeitszeiten werden sofort und direkt vor Ort erfasst.
- Die Arbeitszeiten können sofort verarbeitet werden.
- Im Unternehmen ist live ersichtlich, welcher Monteur, Techniker etc. aktuell an welchen Tätigkeiten oder auf welchen Baustellen arbeitet.
- Buchungssätze für Arbeitszeiten, Überstunden, Auslöse/Reisekosten werden automatisch ohne manuellen Eingriff durch z. B. Personalbuchhalter berechnet und an die Lohnsoftware übergeben.
- Durch die räumlich-zeitliche Nähe können Kostenstellen und Kostenträger besser mit der aufgewandten Arbeit in Zusammenhang gebracht werden, so dass erst korrekte Aussagen zu den tatsächlich entstehenden Kosten möglich werden.
- Die Daten werden direkt in das unternehmenseigene EDV-System eingepflegt und dabei im Idealfall automatisch abgeglichen. So kommt es nicht mehr zu Medienbrüchen und den damit verbundenen Übertragungsfehlern, von denen das Abtippen unleserlicher und verschmutzter Stundenzettel das klassische Beispiel ist: Da der Außendienstler bei Nachfrage die Zeiten ohnehin schon wieder vergessen hat, trägt die Bürokraft willkürliche Werte ein.
- Durch die Verknüpfung der automatisch erfassten Zeiten, der ebenfalls automatisch erfassten Orte und der manuell durch den Mitarbeiter vorgenommenen Arbeitszeitbuchungen ist es möglich, Arbeitszeitkonten, Überstunden, Fehlzeiten, Fahrtenbücher, Reisekostenabrechnungen (mit Spesen, Auslösen, Zulagen etc.), Fahrzeugkosten etc. online zu verwalten.

## Nachteile gegenüber handschriftlichen Aufzeichnungen ("Stundenzettel")
Gegenüber dem Stundenzettel kann die Akzeptanz durch die Nutzer geringer sein. Die Akzeptanz hängt ab von
- Handhabbarkeit des Erfassungsgerätes und Aufwand bei der Erfassung der Einträge
- Transparenz der erfassten Daten für den Nutzer
- Wahrnehmung als Überwachungsinstrument
- Zusatznutzen für den Nutzer (eigenes Firmenhandy; Zugang zu seinem Stundenzettel, Reisekostenabrechnung etc.)

## Lösungen zur mobilen Zeiterfassung
Es gibt verschiedene Lösungen zur mobilen Zeiterfassung und zur Führung eines digitalen Stundenzettels:
- Offline-Lösungen: Die Daten werden zunächst auf einem mobilen Datenerfassungsgerät erfasst, gespeichert und (bei vorhandener Netzanbindung) direkt von diesem versendet oder später bei einer mobilen Dockingstation/im Unternehmen über eine stationäre Schnittstelle auf eine Software übertragen.

- SMS-basierte Lösungen: Buchungen werden vom Mobiltelefon als SMS (Short Message Service) an das Zeiterfassungssystem versandt.

- Telefon-basierte Lösung: Die Buchung wird über einen Anruf bei einem Telefonieserver übermittelt.

- Internetbasierte Lösungen: Buchungen werden vom Mobiltelefon als Datenpaket über das Internet an einen Server versandt. Bei einer internetbasierten Lösung werden Zeiten vom Server (und nicht vom Erfassungsgerät) erfasst. Zudem bietet sie die Möglichkeit, Dialoge zwischen Server und Erfassungsgerät zu definieren, mit denen auch komplexe Erfassungsvorgänge komfortabel bedienbar bleiben.

Eine Kombination aus einer Telefon-, Internet- und Offline-basierten Lösung bietet eine App auf einem Smartphone. Das Bundesministerium für Arbeit und Soziales (BMAS) hat eine entsprechende Anwendung entwickelt, mit der ein Beschäftigter die Arbeitszeit mobil erfassen und dann per E-Mail an den Arbeitgeber übersenden kann.

## Verifizierbarkeit der Angaben
Zur Verifizierung der elektronischen Aufzeichnungen werden die Arbeitszeitbuchungen von einigen Arbeitszeiterfassungssystemen mit Lokalisierungstechniken verknüpft. Hier kommen Location Based Services oder GPS-Lösungen zum Einsatz. Durch Verknüpfung der Standortdaten mit den Buchungen kann überprüft werden, ob der Mitarbeiter sich im Moment der Buchung am Arbeitsort befunden hat. Grundsätzlich ist bei solchen technischen Lösungen die ausdrückliche Zustimmung des einzelnen Mitarbeiters und die Mitwirkung der Arbeitnehmervertretung erforderlich und nachzuweisen. Der Nutzer selbst sollte die Erfassung von Standortdaten ein- und ausschalten können.

## Rechtslage
Beim Einsatz mobiler Zeiterfassungssysteme sind datenschutzrechtliche Aspekte zu beachten, die sich aus der Datenschutz-Grundverordnung, den allgemeinen Schutzzielen der Informationssicherheit und dem Urteil C‑55/18 des EuGH ergeben.